# Kelating
Kelating is een bestuurslaag in het regentschap Tabanan van de provincie Bali, Indonesië. Kelating telt 2456 inwoners (volkstelling 2010).